# Tsuki waza

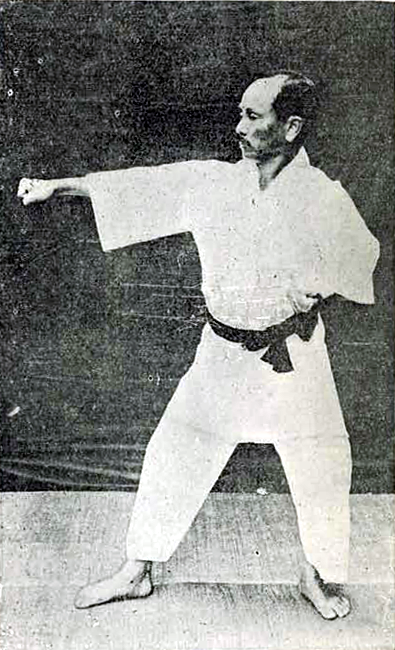
Gichin Funakoshi, maestro del karte y creador de Shotokan realizando un oi tsuki, la técnica más común en tsuki waza

Tsuki waza es, en el arte marcial del karate, un conjunto de técnicas de la basta cantidad que se pueden realizar. Este conjunto engloba todas aquellas técnicas que siguen una trayectoria recta y no son circulares, las llamadas técnicas directas. Se pueden considerar técnicas directas o tsuki waza oi tsuki, nukite, hiraken... Este tipo de técnica siempre tiene la destinación de atacar al oponente. La mayoría de las técnicas tsuki son puñetazos, y son de las primeras técnicas que se enseñan.
Junto con geri waza, uchi waza, dachi waza, uke waza, componen kihón waza, una de las partes fundamentales que componen el karate.
Se podrían entender también como el opuesto a uchi-waza, que son aquellas técnicas circulares e indirectas como uraken, mawashi enpi o ura shuto.

## Clasificación
Se pueden clasificar entre:
- Ataques directos con una mano
- Ataques con codo
- Ataques directos con dos manos

### Ataques directos con una mano
Los más usados son este tipo. La mayoría consiste en puñetazos que salen del hikite (mano que queda justo por encima del cinturón en todo momento en karate preparada para atacar) y van hacia delante (oi) o hacia un lado (yoko o kayi)
Ejemplos de este tipos en forma de puño:
- Oi tsuki[1]
- Kizami tsuki[2]
- Gyaku tsuki[3]
- Yoko tsuki[4]
- Kagi tsuki[5]
- Tate tsuki[6]

| Técnicas de tsuki waza, puñetazos | Realización | Ámbito                                                              | Uso en el estilo Shotokan |
| --------------------------------- | --- | ------------------------------------------------------------------- | ------------------------- |
| Oi tsuki                          | Pegar puñetazo con la mano del mismo lado que la pierna adelantada                                                                                | Muy usado en kihón                                                  | Todos los katas heian     |
| Kizami tsuki                      | Pegar un puñetazo hacia delante abriendo la cadera un poco y haciendo Yori Ashi                                                                   | Muy usado en kumite y en kihón para practicar movimientos de cadera | Nijiushiho                |
| Gyaku tsuki                       | Pegar desde el hikite hacia delante con la mano del lado de la pierna trasera                                                                     | Usado mucho en kumite y en kihón                                    | Todos los katas heian     |
| Yoko tsuki                        | Pegar un puñetazo hacia un lado siguiendo la línea de los hombros                                                                                 | Poco usado en general, suele hacerse en forma de morote yoko tsuki  | Jion                      |
| Kagi tsuki                        | Pegar hacia un lateral en la zona chudan desde el hikite hacia el lado contrario al brazo que usamos (si usamos brazo derecho hacia la izquierda) | Sobre todo usado en katas y sus bunkais                             | Jion, tekki shodan        |
| Tate tsuki                        | Pegar, con el puño de lado, hacia delante | Usado muy poco en katas                                             |                           |

Otras técnicas de este tipo que no tienen forma de puño pueden ser hyraken o nukite.

### Ataques con codo
Este es el segundo grupo más usado dentro de tsuki waza. incluye todos esos ataques que se realizan con el codo y tienen una trayectoria directa. Hay que tener en cuneta que no todos los movimientos en que se usa el empi (codo en japonés) són tsukis, pues no en todos la trayectoria es directa. Mawashi empi o ura empi, por ejemplo, no son tsuki waza, son uchi waza ya que son indirectos y giratorios. 
Ejemplos:
- Yoko Empi
- Ushiro empi
- Mae empi

| Técnica de codo | Realización                                                                | Ámbito        | Algunos katas en que se usan en el estilo shotokan |
| --------------- | -------------------------------------------------------------------------- | ------------- | -------------------------------------------------- |
| Yoko empi       | Mover brazo hacia el lado con la mano hacia el torso y el codo hacia fuera | kata y bunkai | Heian godan                                        |
| Ushiro Empi     | Mover brazo hacia atrás con la mano hacia delante y el codo hacia atrás    | kata y bunkai |                                                    |
| Mae Empi        | mover codo hacia delante con trayectoria corta y mano hacia atrás          | kata y bunkai | nijushiho                                          |

### Ataques directos con dos manos
Este es el grupo menos usado dentro de tsuki waza pero el segundo más numeroso. Incluye todas esas técnicas o suma de técnicas que incluyen movimientos directos con dos manos. La interpretación de estas técnicas en un bunkai puede ser que las dos manos hagan una función ofensiva o que una defienda mientras la otra contrataca.

Ejemplos:
- Awase tsuki
- Yama tsuki
- Hyraken morote tsuki